# Martin Müller (Bildhauer)
Martin Müller (* 29. April 1885 in Köln; † nach 1930) war ein deutscher Bildhauer.
Müller studierte an der Königlichen Kunst- und Gewerbeschule in Breslau bei Albert Werner-Schwarzburg und an der Akademie in Berlin bei Ludwig Manzel. Er war Mitglied der Berliner Secession. 1923/24 war er in Los Angeles als künstlerischer Filmberater tätig; 1930 arbeitete er in Rom. Zu seinen Werken zählen Aktdarstellungen, Bauplastiken, Büsten und Statuen.

## Werke
Berliner Secession
- Weiblicher Torso (1916)[1]
- Dr. Z. (1918)[2]

Berlin-Mitte
- Marmorstatue Chodowieckis in der Vorhalle des Alten Museums (1930)
- Conrad-Ansorge-Büste, in der Nationalgalerie (1917)
- Heinrich-George-Büste, im Besitz des preußischen Ministeriums für Wissenschaften (1920)

Berlin-Pankow
- Torso, im Lyzeum (1928)

Waldenburg/Schlesien
- Kriegerehrenmal 1914–18 und figürliche Kompositionen am Gymnasium